# Florian Philippot
Florian Philippot   (Croix, 24 d'octubre de 1981) és un polític francès. Es va exercir com a vicepresident del Front Nacional del 2012 al 2017 abans d'abandonar el partit per fundar Les Patriotes el setembre del 2017, que no va aconseguir obtenir cap representació a les eleccions posteriors.
Va intentar postular-se per a les eleccions presidencials franceses de 2022, però va fracassar després d'obtenir només 1 patrocini dels 500 patrocinis vàlids necessaris per estar a la butlleta.
És graduat de HEC Paris i ENA.